# Hohenwestedt
Hohenwestedt (niederdeutsch: Wiste) ist eine Gemeinde im Zentrum Schleswig-Holsteins im Kreis Rendsburg-Eckernförde. Seit dem 1. Januar 2012 bildet die Gemeinde zusammen mit den ehemaligen Ämtern Aukrug, Hanerau-Hademarschen und Hohenwestedt-Land das Amt Mittelholstein. Glüsing, Falkenburg, Vaasbüttel, Böternhöfen, Bockhorst, Quellental und Ludwigslust liegen im Gemeindegebiet.

## Geographie

### Lage und Geologie
Das Gemeindegebiet liegt auf der holsteinischen Geest am Rande des Naturparks Aukrug, südöstlich des Nord-Ostsee-Kanals in der Region Mittelholstein, an der Bundesstraße 430 zwischen den Bundesautobahnen A 7 und A 23. Hohenwestedt ist Haltepunkt der Bahnstrecke Neumünster–Heide. Die sogenannte Westbahn wird heute betrieben von der nordbahn Eisenbahngesellschaft.

### Nachbarstädte
| Friedrichstadt 49 km | Rendsburg 24 km                             | Nortorf 17 km       |
| Meldorf 37 km        | Kompassrose, die auf Nachbargemeinden zeigt | Neumünster 21 km    |
| Itzehoe 18 km        | Kellinghusen 14 km                          | Bad Bramstedt 23 km |

## Geschichte
Vermutlich wurde das Gebiet von Hohenwestedt schon 3000 v. Chr. von Bauern besiedelt, was durch jungsteinzeitliche Funde belegt wird. Größtes Relikt aus dieser Zeit ist der „Schalenstein“, ein riesiger Findling, in den Schalen (Vertiefungen für Opfergaben) eingearbeitet wurden. Heute ist der Stein im Ortskern aufgestellt. Aus der Bronzezeit finden sich im Ortsteil Glüsing Grabhügel, in denen auch Gaben für die Toten gefunden wurden.
Erstmals wurde das Kirchspiel Hohenwestedt 1217 urkundlich als Wetsstede erwähnt, was in der Ursprungsbedeutung so viel wie „Siedlung im Wald“ bedeutet. Durch seine günstige Lage an der Nord-Süd-Verbindung des Ochsenweges und der Ost-West-Verbindung Lübsche Trade wurde Hohenwestedt recht bald zur wirtschaftlichen Blüte geführt. Diese günstige Lage war zugleich ein Nachteil, da auch Armeen diese Wege nutzten und dabei oft den gesamten Ort ausplünderten. 1616 und 1768 wurde der Ort von verheerenden Bränden heimgesucht, die fast den gesamten Ort mitsamt der Kirche zerstörten.
Im Jahre 1867 wurde ein Amtsgericht eingerichtet, das bis 1975 bestand. 1877 wurde Hohenwestedt mit der Einweihung der Strecke Neumünster-Heide an das Bahnnetz angebunden. Mit der Rendsburger Kreisbahn kam 1901 eine meterspurige Verbindung nach Rendsburg zustande, die 1916 bis Schenefeld verlängert wurde. Diese Bahn musste 1956 ihren Betrieb einstellen.
In den Jahren 1924 und 1925 bildeten sich in Hohenwestedt, Nindorf, Osterstedt, Wapelfeld und Tappendorf Ortsgruppen der NSDAP mit bis zu 40 Gründungsmitgliedern. In der Gemeinde Vaasbüttel wurden in jenen Jahren „Nordmarkthings“ veranstaltet. Am 9. und 10. August 1930 übernachtete Adolf Hitler in der Villa des NSDAP-Kreisleiters Wilhelm Hamkens, der seit 1920 in Hohenwestedt als Rechtsanwalt und Notar tätig gewesen war. 1932 verübten mehrere SS-Männer in Glüsing ein Handgranaten-Attentat auf das Haus eines SPD-Anhängers.
Bei der Reichstagswahl im März 1933 erhielt die NSDAP in Hohenwestedt mit 72,2 % vor der DNVP mit 5,8 %, der SPD mit 18,4 % und der KPD mit 1,7 % den höchsten Stimmenanteil.
Im Jahre 1938 wurden die Ortsteile Vaasbüttel und Glüsing eingemeindet.
Nach dem Krieg suchten viele Flüchtlinge den Ort auf und die Bevölkerungszahl stieg zwischenzeitlich bis auf über 5300 (1946). In der Nachkriegszeit kam es zu Wirtschaftsansiedlungen.
In Hohenwestedt befand sich die deutsche Verwaltung sowie ein Servicezentrum des dänischen Spielwarenherstellers Lego. Das Servicezentrum wurde infolge von Umstrukturierungsmaßnahmen 2006 geschlossen.
In den Jahren 2007 bis 2011 führte Hohenwestedt im Rahmen einer Verwaltungsgemeinschaft die Verwaltungsgeschäfte der Ämter Aukrug, Hanerau-Hademarschen und Hohenwestedt-Land. Seit 2012 ist Hohenwestedt Mitglied im Amt Mittelholstein. Der Sitz des Amtes Mittelholstein befindet sich ebenfalls in Hohenwestedt.

## Politik

### Gemeindevertretung

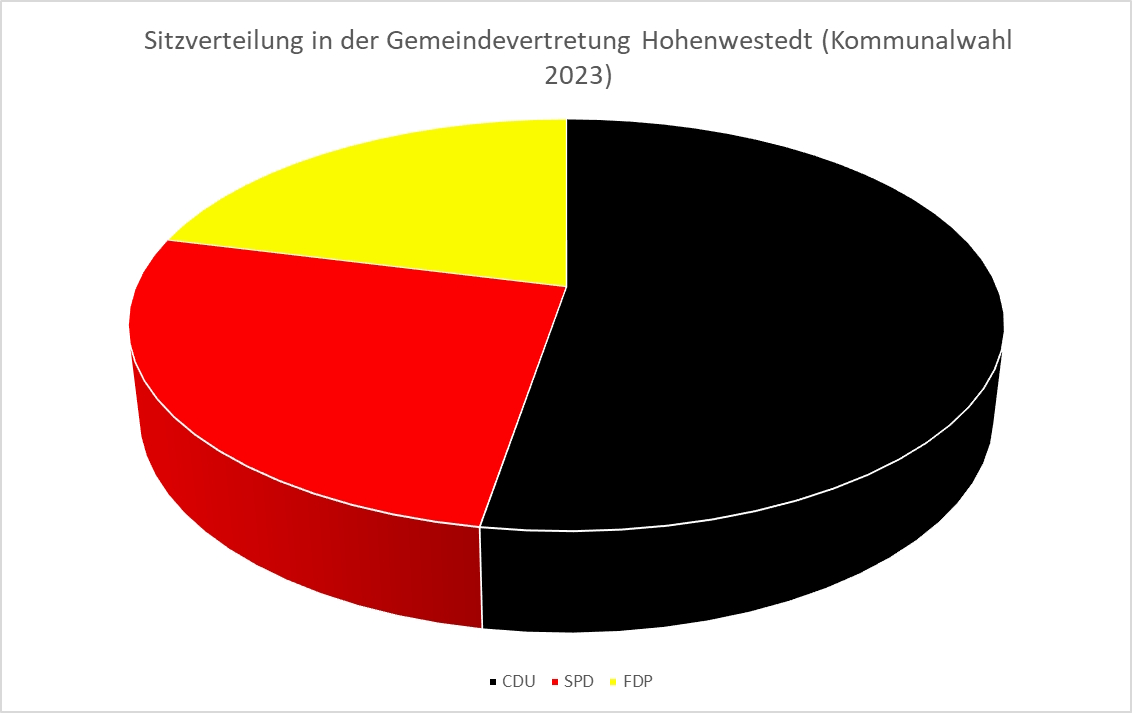
Sitze in der Gemeindevertretung Hohenwestedt nach der Kommunalwahl 2023

Von den 19 Sitzen in der Gemeindevertretung hat die CDU seit der Kommunalwahl im Mai 2023 zehn Sitze, die SPD fünf und die FDP vier Sitze. Hauptamtlicher Bürgermeister der Gemeinde ist seit dem 1. Januar 2018 Jan Butenschön.

### Ehrenamtliche Bürgermeister
- 2012–2017 Holger Bütecke (CDU)

(Quelle unter)

### Hauptamtliche Bürgermeister
- 1974–1998 Helmut Fahrenkrug (CDU)
- 1998–2012 Stefan Landt (CDU)
- seit 2018 Jan Butenschön (FDP)

### Wappen
Das Wappen und Flagge wurden am 5. Mai 1961 genehmigt.
Blasonierung: „Im blau-silbern gespaltenen Schild ein Radtatzenkreuz in verwechselten Farben.“
Der auf dem Gemeindegebiet von Hohenwestedt gefundene Schalenstein trägt als kultisches Symbol aus vorgeschichtlicher Zeit ein Radkreuz, das sich im Wappen wiederfindet und damit die lange Ortsgeschichte repräsentiert. In vorchristlicher Zeit mag das Radkreuz als Symbol der Sonne gegolten haben. 1217 wurde „Wetstede“ als Kirchort erwähnt; nach dieser Zeit kann das Radkreuz als christliches Symbol aufgefasst werden. Die Lage am Kreuzungspunkt der „Lübschen Trade“ und des „Ochsenweges“ verband Hohenwestedt mit den vier Städten Rendsburg, Neumünster, Itzehoe und Heide. Diese vorteilhafte verkehrsgeographische Situation kann ebenfalls in dem Radkreuz erkannt werden. Im Hinblick auf die neueste Zeit soll das Rad den gesellschaftlichen und wirtschaftlichen Fortschritt, vertreten durch die sich ansiedelnde Industrie und die rege Bautätigkeit, versinnbildlichen. Der geschlossene Kreis um das Kreuz betont daher den Gemeinschaftssinn der Einwohner. Die Schildspaltung und die „Verwechslung“ der Farben bringt die hemmenden und fördernden Faktoren zum Ausdruck, deren wechselvolles Zusammenspiel die Entwicklung der Gemeinde bestimmt hat.
Das Wappen wurde von dem Brunsbütteler Heraldiker Willy „Horsa“ Lippert gestaltet.

### Flagge
Die Flagge zeigt im blau-weiß gespaltenen Liek das Radtatzenkreuz des Ortswappens, im fliegenden Ende neun abwechselnd blaue und weiße Streifen.

### Partner- und Patengemeinden
Patengemeinde ist die Stadt Müncheberg im Bundesland Brandenburg, des Weiteren besteht eine Partnerschaft mit der Gemeinde Billund in Dänemark.

## Wirtschaft und Infrastruktur

### Wirtschaft
Im Gemeindegebiet befinden sich ca. 250 Betriebe einschließlich des Dienstleistungsbereiches mit 3800 Arbeitsplätzen. Hierzu kommen etwa 2900 Berufspendler (2019). Nördlich von Hohenwestedt befindet sich der Ferienpark Falkenburg mit einem Reiterhof.
In Hohenwestedt gibt es neben einem Gymnasium mit Gemeinschaftsschulteil eine Grundschule mit Förderzentrum sowie zwei Kindergärten, wobei einer integrativ ist. In die hauptamtlich geleitete Volkshochschule ist eine Musikschule integriert. Außerdem stehen in der Gemeinde mehrere Sportanlagen, unter anderem ein beheiztes Freibad, drei Sporthallen und eine Tennisanlage mit Halle sowie ein Sport- und Jugendheim mit Schießstand zur Verfügung, das auch einen Saal für Veranstaltungen besitzt. Auch eine Gemeindebücherei ist vorhanden. Für die jüngeren Einwohner steht ein Jugendzentrum bereit. Die Gemeinde verfügt über ein eigenes Versorgungsunternehmen für Gas, Wasser, Abwasser und Telekommunikation.
Von 1956 bis 2007 befand sich in Hohenwestedt die Deutschlandzentrale des dänischen Spielwarenherstellers LEGO.

### Verkehr
Hohenwestedt verfügt über eine gute Verkehrsanbindung: Es befindet sich im Schnittpunkt der B 77 (Nord-Süd-Verbindung) und der B 430 (Ost-West-Verbindung). Die Entfernung zu den Autobahnen 7 (Hamburg-Flensburg), 23 (Hamburg-Heide (Holstein)) und 210 (Rendsburg-Kiel) beträgt jeweils rund 15 Minuten.
Durch Hohenwestedt führt die Eisenbahnverbindung Neumünster–Heide (Holstein)–Büsum. Die Züge der nordbahn Eisenbahngesellschaft (Dieseltriebwagen vom Modell LINT 41) fahren alle zwei Stunden, in Richtung Neumünster stündlich.

## Sehenswürdigkeiten
In der Liste der Kulturdenkmale in Hohenwestedt stehen die in der Denkmalliste des Landes Schleswig-Holstein eingetragenen Kulturdenkmale.
- Die evangelische Peter-Pauls-Kirche von 1769, vom königlichen Kirchenbaumeister Johann Gottfried Rosenberg,[12] ist im Ortskern zu finden. Daneben existieren noch eine römisch-katholische und eine selbständig-evangelisch-lutherische Kirche.
- Die ehemalige Klostervogtei an der Lindenstraße 37 ist ein gut erhaltenes klassizistisches Bauwerk von 1846.
- Eine Kuriosität stellt das sogenannte Muschelhaus an der Lindenstraße dar. Der Muschelsouvenirhersteller Detlev Hauschildt ließ das Haus 1901 an den Fenstern, Türen und Hausecken mit Muscheln verzieren.
- Eine Bronzestatue des letzten „Utroper“ (Ausrufer) Hohenwestedts steht auf den Stufen des Rathauses; die „Ochsentränke“ im Ortskern erinnert an den Ochsenweg.
- Weiterhin steht im Park Wilhelmshöhe ein Ehrenmal, das im Jahr 1921 unter der Leitung von Albert Brodersen für die Gefallenen des Ersten Weltkrieges errichtet wurde.
- Hohenwestedt hat ein Heimatmuseum, das von einer wissenschaftlichen Fachkraft geleitet wird, und eine Gemeindebücherei.
- Hohenwestedt liegt am Rande des Naturparks Aukrug. Der Boxberg bietet als eine der höchsten Erhebungen einen weiten Ausblick über die gesamte Region und ist mit dem Auto in fünf Minuten über die B 430 in Richtung Neumünster zu erreichen.
- Am Nordrand der Gemeinde liegt entlang des Flusses Papenau das NATURA 2000-Gebiet FFH-Gebiet Haaler Au.[13]

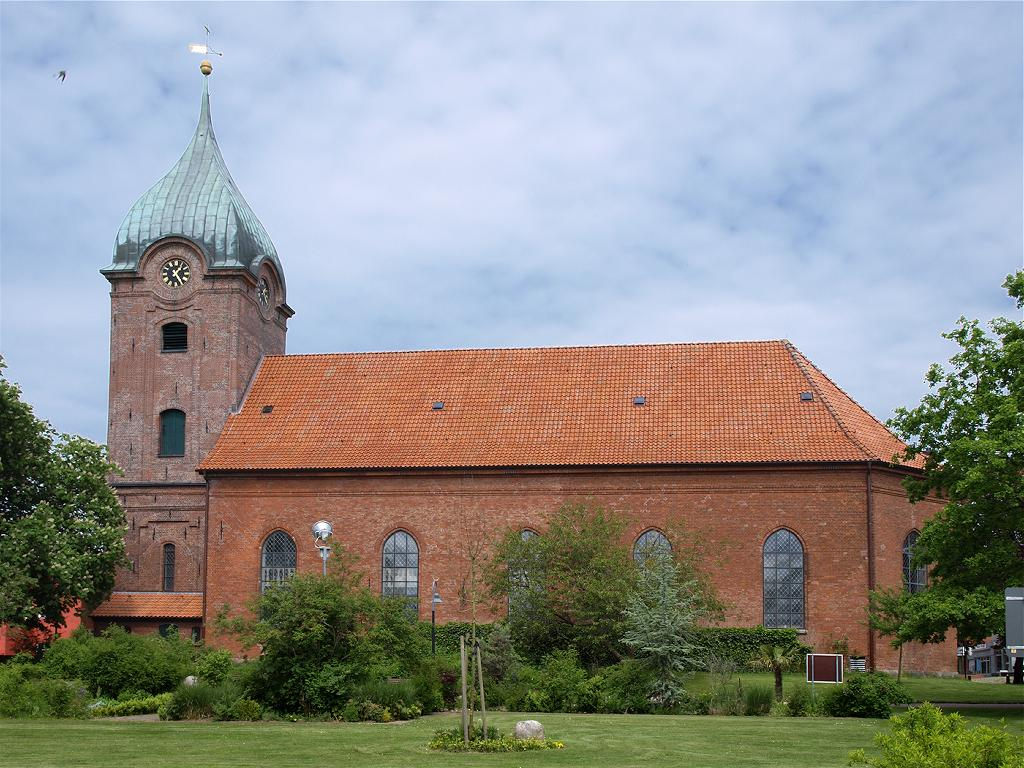
Peter-Pauls-Kirche
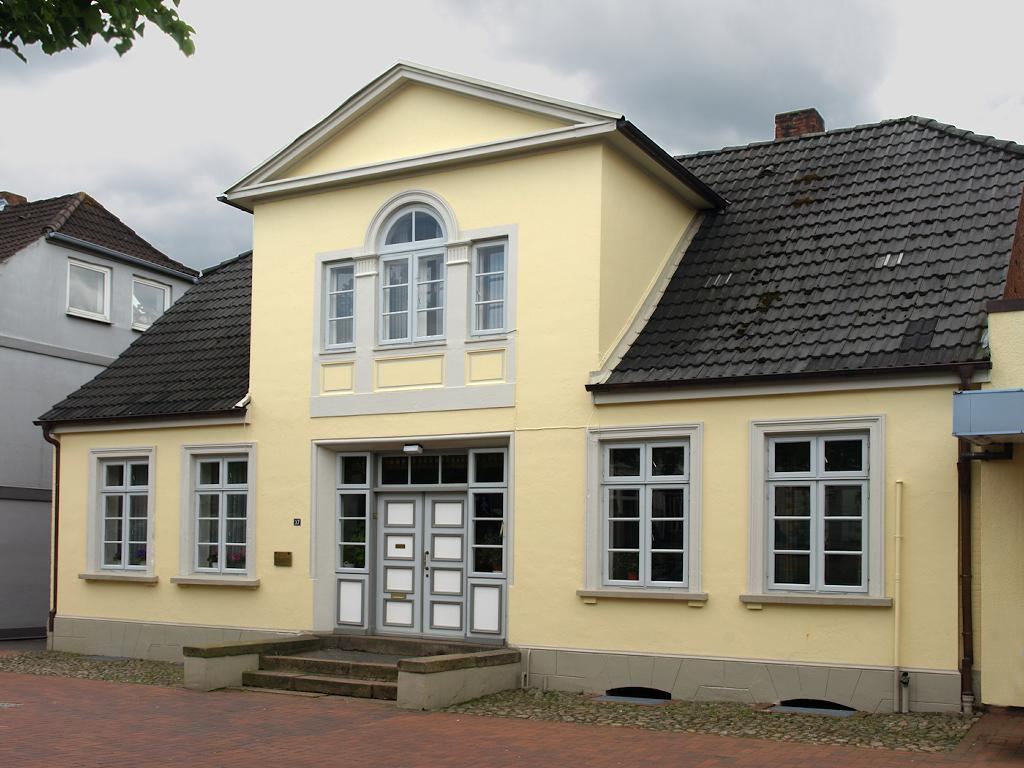
Klostervogtei
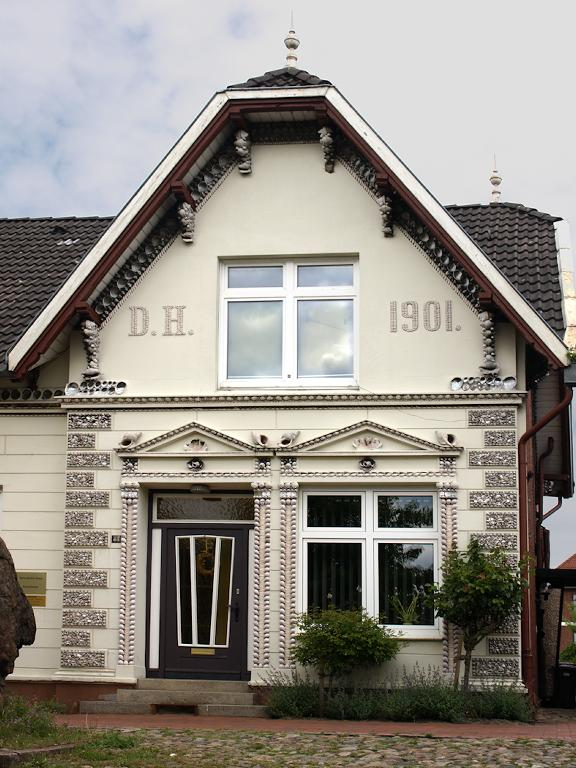
Muschelhaus
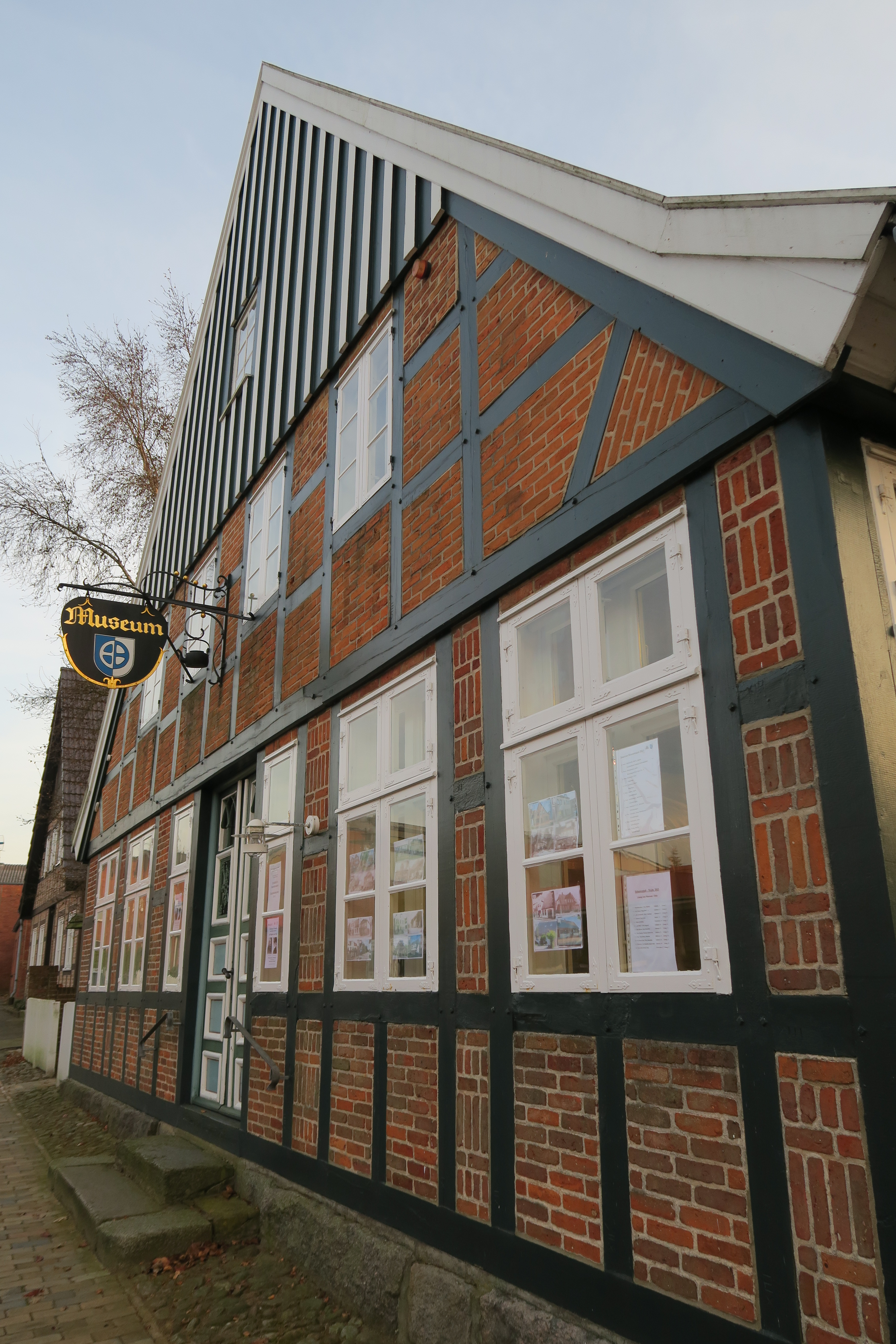
Heimatmuseum
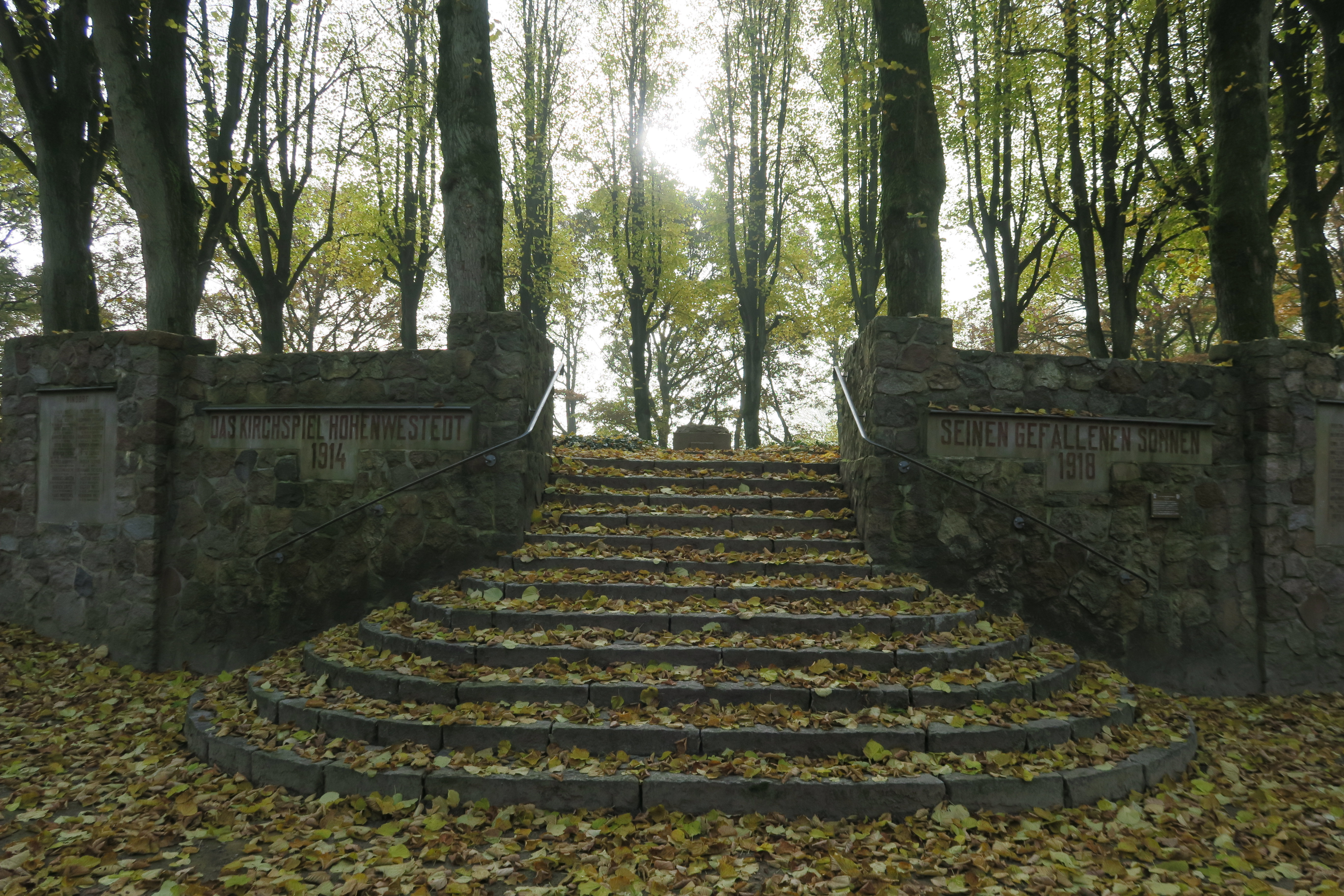
Ehrenmal

## Freizeit und Tourismus
Hohenwestedt bietet neben mehreren örtlichen Wanderwegen auch ein beheiztes Freibad an.
In Hohenwestedt gibt es den Park Wilhelmshöhe, eine große Parkanlage, in der jährlich Veranstaltungen stattfinden, z. B. das Parkfest im Rahmen der Hohenwestedt-Woche und das Mittelalterspectaculum.

### Freibad
Bis zum Jahr 2019 gab es zwei große 50 m lange Schwimmbereiche, eine kleine Wasserrutsche, einen Ein-Meter- und einen Drei-Meter-Sprungturm, ein Beachvolleyballfeld sowie ein Babybecken.
Im Juli 2019 wurde begonnen, im Rahmen umfangreicher Umbauten, die Schwimmbecken abzureißen und anschließend neu zu bauen. Die Wiedereröffnung des Freibades erfolgte im Sommer 2021. Nach den Umbauten gab es wieder einen großen 50 m langen Schwimmbereich, an den ein Ein-Meter- und ein Drei-Meter-Sprungturm angeschlossen sind. Der Nichtschwimmer-Bereich bekam wieder eine kleine Wasserrutsche sowie einen Strömungsbereich und mehrere Massagedüsen. Auch die Liegeflächen wurden großflächig angepasst. Das Babybecken blieb an der alten Stelle erhalten. Die Bauarbeiten am Freibad konnten über eine Webcam beobachtet werden.

### Museum
Das Heimatmuseum Hohenwestedt befindet sich seit 1927 im Burmesterhaus, einem Handwerkerhaus vom Ende des 18. Jahrhunderts, in dem früher auch eine Nebenerwerbslandwirtschaft betrieben wurde.

### Veranstaltungen
Von 1994 bis 2019 fand jährlich zu Pfingsten im Park Wilhelmshöhe das Mittelalter Spectaculum statt. Diese Veranstaltung zog jährliche tausende von Besuchern nach Hohenwestedt, um dort den Flair von Mittelalter zu erleben. Das geplante Mittelalter Spectaculum 2020 wurde aufgrund der weltweiten Coronakrise zuerst verschoben und fiel dann gänzlich aus. Schon vor der Pandemie wurde bekannt gegeben, dass es in Hohenwestedt ab 2020 kein Mittelalter Spectaculum mehr geben soll. Trotz dieser Aussage wurde vom 13. bis 15. August 2021 ein Mittelalter Spectaculum unter Pandemiebedingungen veranstaltet. Dafür wurden der Bereich in einen für die Musikbühne und einen für den Mittelaltermarkt, mit unterschiedlichen Eingängen und begrenzter erlaubter Besucherzahl, eingeteilt.
Ende August findet in Hohenwestedt die alljährliche Hohenwestedt-Woche statt, in der es unterschiedliche sportliche, kulturelle und freizeitliche Angebote gibt. Ein Höhepunkt ist das am Samstagabend stattfindende Parkfest, das traditionell im Park Wilhelmshöhe veranstaltet wird und stets auch ein Feuerwerk beinhaltet. Am darauf folgenden Samstag findet ein „Hallo-Partner-Tag“ statt, an dem Nachbargemeinden kreative Stände aufbauen und Teams aus allen umliegenden Gemeinden sich in kreativen Wettkämpfen freundschaftlich messen. Neben einem Kunsthandwerkermarkt gibt es auch ein Karussell. Im Jahr 2020 und 2021 fiel die Hohenwestedt-Woche aufgrund der weltweiten Coronakrise aus.

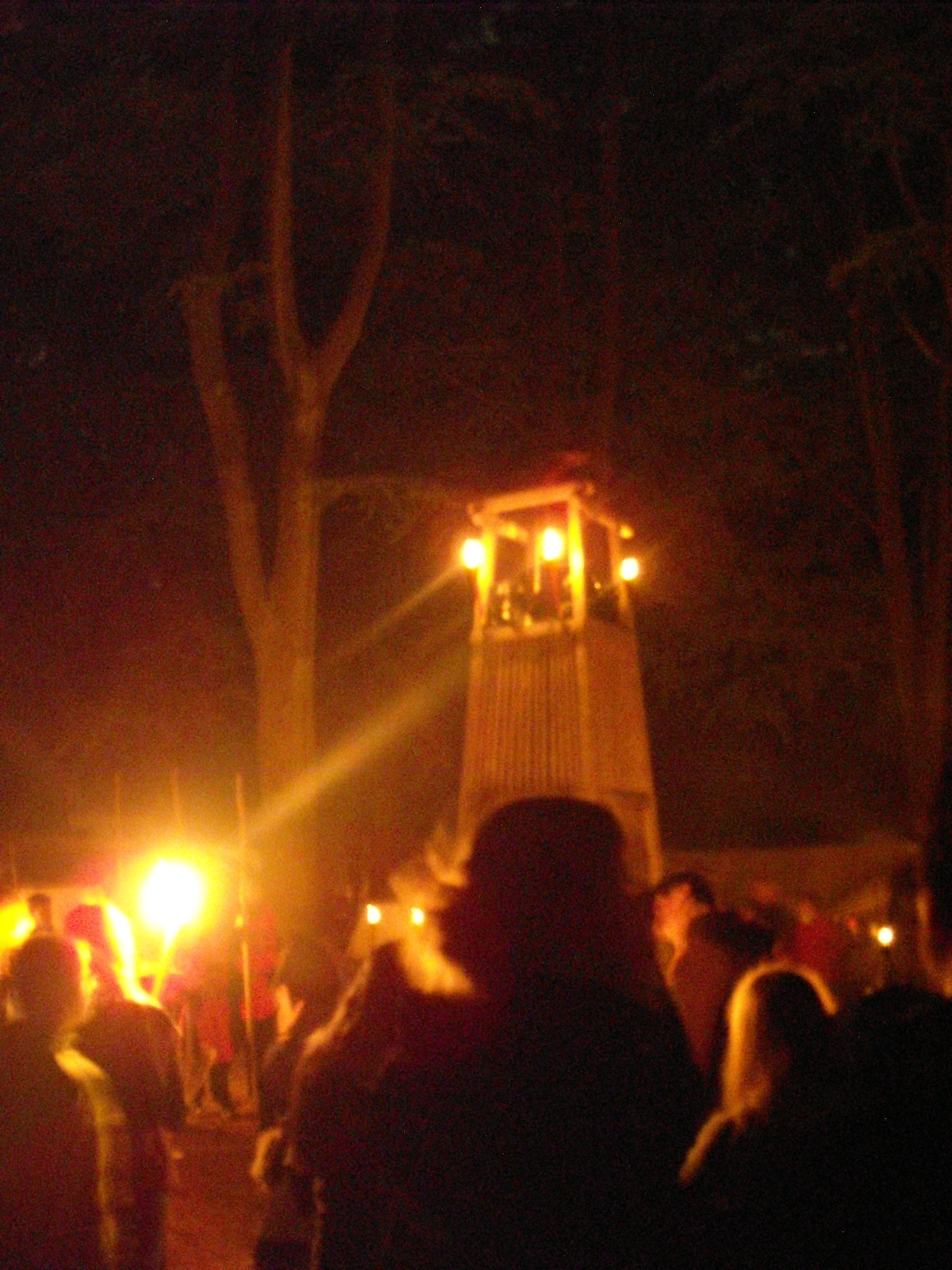
Abendatmosphäre auf dem Mittelalter Spectaculum 2013
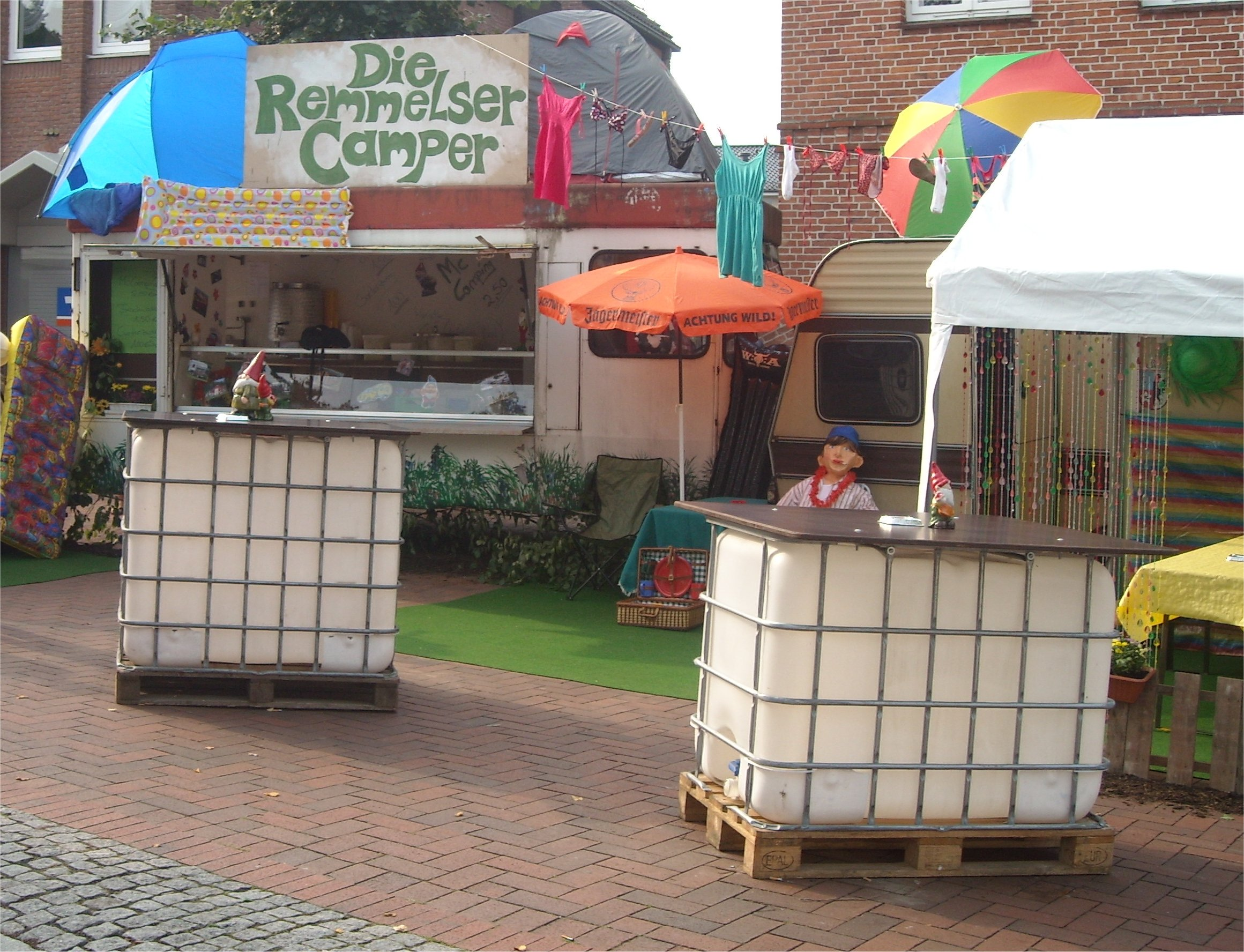
Kreativer Stand von der Gemeinde Remmels auf dem Hallo-Partner-Tag 2011

## Persönlichkeiten

### In Hohenwestedt geboren
- Detlef Breiholz (1864–1929), Lehrer und Imker. Unter seiner Präsidentschaft entstand 1925 der neue Deutsche Imkerbund.
- Heinrich Eckmann (1893–1940), nationalsozialistischer Schriftsteller
- Anna Kühl (1878–1951), deutsche Landschafts- und Stilllebenmalerin
- Walter Wieben (1914–2019), Kirchenmusiker, Organist und Kantor
- Detlef Siegfried (* 1958), Neuzeithistoriker
- Fritz Tödt (1897–1984), deutscher Zuckertechnologe
- Wilhelm Voß (1907–1996), Brigadegeneral der Bundeswehr
- Johann Witt (1833–1915), Kaufmann und Politiker, Abgeordneter der Hamburgischen Bürgerschaft
- Robert Zoske (* 1952), evangelischer Pfarrer und Autor zum Themenkomplex Weiße Rose

### Mit Hohenwestedt verbunden
- Albert Brodersen (1857–1930), Landschaftsarchitekt und städtischer Gartendirektor in Berlin, verbrachte seine Jugend in Hohenwestedt
- Kirsten Fehrs (* 1961), Bischöfin, Gemeindepastorin in Hohenwestedt in den 1990er Jahren
- Harald Jacobsen (* 1960), Schriftsteller
- Jürgen Kröger (1856–1928), Architekt und Kirchenbaumeister, absolvierte ab 1873 eine Ausbildung bei Zimmermeister Göttsche in Hohenwestedt
- Wilhelm Werner (1886–1975), Kunstsammler und Werkmeister der Kunsthalle Hamburg, kam nach dem frühen Tod seiner Eltern 1896 in eine Pflegefamilie in Hohenwestedt

### In Hohenwestedt beerdigt
- Hans Harders (1875–1943), deutscher Bildhauer und Medailleur
- Ernst Bamberger (1885–1941), jüdischer Arzt, der sich in Remmels vor der bevorstehenden Deportation das Leben nahm[20] und auf dem Neuen Friedhof beerdigt wurde
- Georg Ebeling (1867–1950), deutscher Romanist und Mediävist
- Hans-Jürgen Voß (1903–1990), deutscher Tierarzt und Hochschullehrer